# 傑列祖瓦捷
48°29′33″N 35°25′37″E / 48.49250°N 35.42694°E
傑列祖瓦捷（烏克蘭語：Дерезувате），是烏克蘭的村落，位於該國中部第聶伯羅彼得羅夫斯克州，由錫涅利尼科沃區負責管轄，距離什羅科斯莫連卡2公里，海拔高度121米，2001年人口772。